# Étienne Fernagut
 (octobre 2018).
Si vous disposez d'ouvrages ou d'articles de référence ou si vous connaissez des sites web de qualité traitant du thème abordé ici, merci de compléter l'article en donnant les références utiles à sa vérifiabilité et en les liant à la section « Notes et références ».
Étienne Fernagut (né le 29 juin 1946 à Saint-Pol-sur-Ternoise et mort le 26 octobre 2018 à Aix-les-Bains,) est un journaliste, animateur, comédien, auteur, concepteur de journaux et réalisateur français.
Après s'être consacré à des magazines d'aventure et de montagne dans les années 1970, il a collaboré à certains des principaux médias francophones : à TF1, France 2, France 3 et M6 en télévision ; à France Inter, Europe 1 et à la Radio Suisse Romande en radio ; à VSD, L'Événement du jeudi et Que Choisir notamment en presse écrite.

## Biographie
Étienne Fernagut est arrivé à l'âge de deux ans et demi dans les Alpes, il y passe une enfance mouvementée. À 18 ans, il se destine aux métiers de la montagne. Il devient pisteur, prépare le diplôme d'aspirant guide et travaille comme moniteur. Il fait alors partie de la bande de l'Hôtel de Paris, à Chamonix, où se retrouvent nombre des grimpeurs et skieurs de l'époque. Il participe aussi, en équipe, à la préparation de la première descente extrême de Sylvain Saudan, baptisé le « skieur de l'impossible ».
Attiré par la communication, il devient en 1970 responsable du service de presse d'Avoriaz, qui comprend un quotidien et une radio.

### Journaliste
Étienne Fernagut monte à Paris en 1973 et fait ses gammes dans la presse, comme rewriter à France-Dimanche et secrétaire de rédaction au mensuel Partir. Il prend ensuite du galon en devenant rédacteur en chef adjoint des numéros spéciaux de Hit Magazine et rédacteur en chef du mensuel L'Aventure, avant de participer à la conception du mensuel Alpinisme et Randonnée.
Parallèlement, il se lance dans la presse généraliste comme journaliste à Que Choisir, VSD et à L'Événement du jeudi.
Il commence une longue carrière radiophonique en 1977 en travaillant comme reporter pour Claude Villers, sur France Inter, dans les émissions Marche ou Rêve, Viva, Comme On Fait Sa Nuit On Se Couche et Visa.
Au début des années 1980, il anime les quotidiennes de France Inter, de 3 à 5 heures, avec Leslie Bedos, puis de 11 à 13 heures La Fortune du Pot avec Pierre Douglas.
Étienne Fernagut entre à la télévision au milieu des années 1980. Il présente et réalise avec Leslie Bedos le magazine Cité sur M6. Il conçoit et improvise des « impostures » pour l'émission Pirate et réalise une dizaine de reportages pour l'émission 30 millions d'amis sur TF1. Il tourne cinq films pour Montagne sur France 3, présente des reportages pour La France m'étonne sur France 2.

### Auteur
Parallèlement à son travail de journaliste, Étienne Fernagut mène une carrière d'auteur. Il écrit 62 « Histoires vraies » pour Pierre Bellemare sur Europe 1, ainsi que 25 « Dramatiques de Minuit », interprétées par des comédiens comme François Périer et Jacques François, Marie-Christine Barrault et Claude Brosset, Odette Laure et Guy Tréjan, Michael Lonsdale et Henri Courseaux, sur France Inter. Dix de ces pièces sont traduites en allemand et diffusées an Allemagne, Autriche et Suisse alémanique.
Il écrit aussi pour la télévision. Des scénarios et dialogues de la série Les Privés ne Meurent Jamais interprétée par Guy Marchand et produite par Alain de Sédouy sur M6, ainsi que trois dramatiques sur TF1, produites par Abder Isker.

### Comédien
Ces années-là, Étienne Fernagut mène une troisième carrière, de comédien cette fois à la télévision. Partenaire de Rufus dans La Princesse Noire de Claude Geager, il apparaît aux côtés de Gérard Jugnot dans Toi si je voulais de Patrice Leconte (un téléfilm de la série Sueur Froides).
Il interprète aussi un curé mielleux et pervers dans une série diffusée sur Arte (Dynamo), Monsieur de Barjac dans Jefferson In Paris de James Ivory et un médecin légiste dans Un samedi sur terre de Diane Bertrand. Il apparaît dans des films publicitaires (McDonald's, Ariel, Renault, Kronenbourg, Polaroïd, Groupama, etc.) et dans des films d'entreprise (Bull, C.G.T., France Télécom, Caisse d'épargne, etc.).
Il prête parallèlement sa voix à des documentaires télévisés (émissions historiques et séries animalières) et à des livres-cassettes pour la collection Folio Junior de Gallimard (textes de Joseph Kessel, Roald Dahl, Dino Buzzati, etc.). Il double pour la version française des voix de dessins animés (série Mackintosh de Tony Ross, Série Badaboum et Garatoi) et interprète de nombreuses publicités radio, dont trois longues campagnes pour les magasins But, le Crédit Lyonnais et McDonald's.

### Formateur
Étienne Fernagut a enseigné par ailleurs dans différents centres de formation aux médias, Centre de formation de Radio France, Studio des Variétés, École d'études sociales et pédagogiques à Lausanne, etc.

### La Radio Suisse romande
Depuis la fin des années 1990, Étienne Fernagut travaille à la Radio suisse romande, comme reporter des Carnets de routes de Franck Musy (de 1999 à 2001), puis comme animateur de La Ligne de cœur (depuis 2002) où il réalise des records d'audience. Il rend l'antenne le 1er juillet 2011, à 65 ans.

## Citations
« Je ne veux pas être le père de famille des auditeurs qui me téléphonent ; il représente trop l'autorité. Je souhaite être un tonton, une de ces âmes bienveillantes que l'on trouve dans les cafés et à qui l'on ose tout confier. » 
Dans TV8 du 5 janvier 2002.
« Les gens sont victimes d'une sorte de publicité qu'ils se font à eux-mêmes. Ils sont persuadés que la vie devrait être drôle et belle, et que c'est un scandale si elle ne l'est pas ! »
Coopération (COOP) du 25 avril 2005. « Les gens ont peur de tout … »
« Si on n'écoute que ce que les auditeurs disent, on pourrait imaginer qu'au bout d'un moment c'est limité ou répétitif. Mais si, en écoutant, on essaie d'entendre ce qui n'est pas dit, ce qui est juste derrière, alors ça devient passionnant. »
24 Heures du 10 avril 2004.
« Les liens sociaux et familiaux se sont distendus. Avant, la vie en communauté impliquait des activités communes. Maintenant, tout est parfaitement automatisé. On ne se rencontre plus : on se téléphone, on s'envoie des E-mails, des SMS. Il n'y a plus ces lieux de rencontre qui sont de l'ordre de la kermesse. »
Coopération du 25 avril 2005
« Les gens ont peur de tout. On est entré dans une époque du risque-zéro. Tout se plaide, tout se prévoit, tout se budgétise, tout s'anticipe. On veut placer son argent, mais on ne veut pas prendre le risque de le perdre. On veut faire du ski, mais sans prendre le risque de se casser une jambe. »
Coopération du 25 avril 2005.

## Publications

### Auteur
- Étienne Fernagut, Je vous écris de la ligne de cœur, Lausanne, Suisse, Éditions Pierre Marcel Favre, 2010, 160 p. (ISBN 978-2-8289-1161-4)

### Lecture de livre audio
- 2024 : Peter Pan, de J. M. Barrie, lu avec Sophie Arthuys, Magali Barney, Caroline Beaune, Arnaud Bedouët, Laurence Merchet, Delphine Rich et Didier Rousset, « Écoutez Lire », Gallimard, Paris, 2h57

## Référence
1. ↑  Relevé des fichiers de l'Insee
2. ↑  « Etienne Fernagut, voix de la Ligne de coeur pendant 9 ans, est décédé », sur rts, 27 octobre 2018 (consulté le 28 octobre 2018)

### Articles sur Étienne Fernagut
- « La montagne, c'est mon équilibre », dans L'illustré du 27 octobre 2004. Quelques articles-clés sur Étienne Fernagut.
- Étienne Fernagut : « Même si je le nie, « La ligne de cœur » laisse des traces » sur le site de Le Matin Dimanche du 11 janvier 2009.
- Après une enfance difficile, Étienne Fernagut incarne l’homme de cœur sur le site de 24 Heures du 29 novembre 2009.
- Pleins feux Etienne Fernagut - La voix de la nuit, sur SSR idée suisse SUISSE ROMANDE

### Émissions avec Étienne Fernagut
- À côté de la plaque de Manuela Mauri, Étienne Fernagut : gardien de ligne sur TSR1, le 25 mars 2006.
- Grand Angle, Vidéos sur TSR1, le 21 février 2010.
- Dans les bras du figuier de Sonia Zoran,  sur RSR la première, le 20 juin 2010, rediffusé le 26 juin 2011.